# Woodstock (Ohio)
Woodstock es una villa ubicada en el condado de Champaign en el estado estadounidense de Ohio. En el Censo de 2010 tenía una población de 305 habitantes y una densidad poblacional de 401,92 personas por km².

## Geografía
Woodstock se encuentra ubicada en las coordenadas 40°10′25″N 83°31′40″O / 40.17361, -83.52778. Según la Oficina del Censo de los Estados Unidos, Woodstock tiene una superficie total de 0.76 km², de la cual 0.76 km² corresponden a tierra firme y (0%) 0 km² es agua.

## Demografía
Según el censo de 2010, había 305 personas residiendo en Woodstock. La densidad de población era de 401,92 hab./km². De los 305 habitantes, Woodstock estaba compuesto por el 98.36% blancos, el 0% eran afroamericanos, el 0.98% eran amerindios, el 0% eran asiáticos, el 0% eran isleños del Pacífico, el 0.33% eran de otras razas y el 0.33% pertenecían a dos o más razas. Del total de la población el 0.66% eran hispanos o latinos de cualquier raza.